# Encyclopédie ou Dictionnaire raisonné des sciences, des arts et des métiers

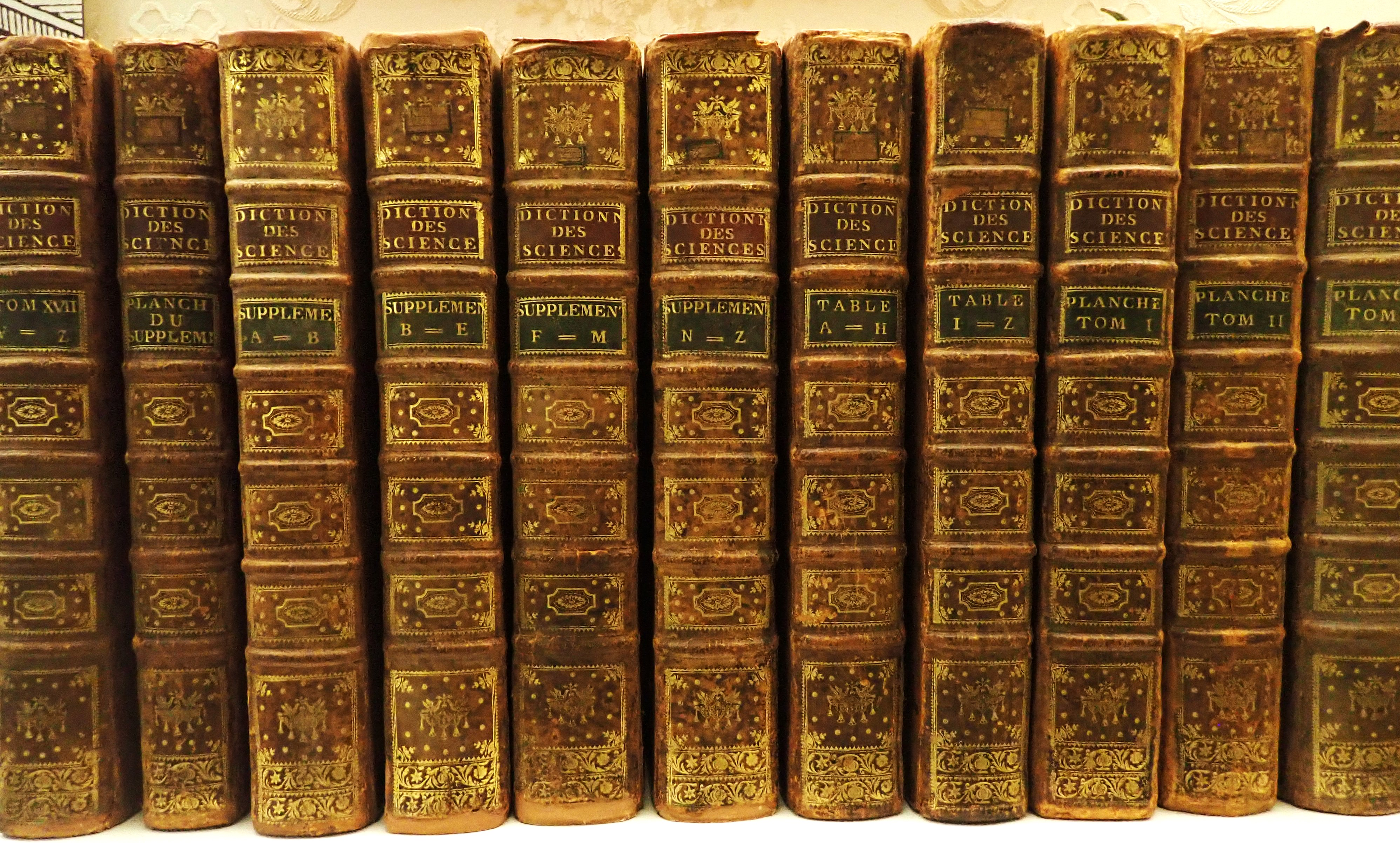
Bände der Encyclopédie

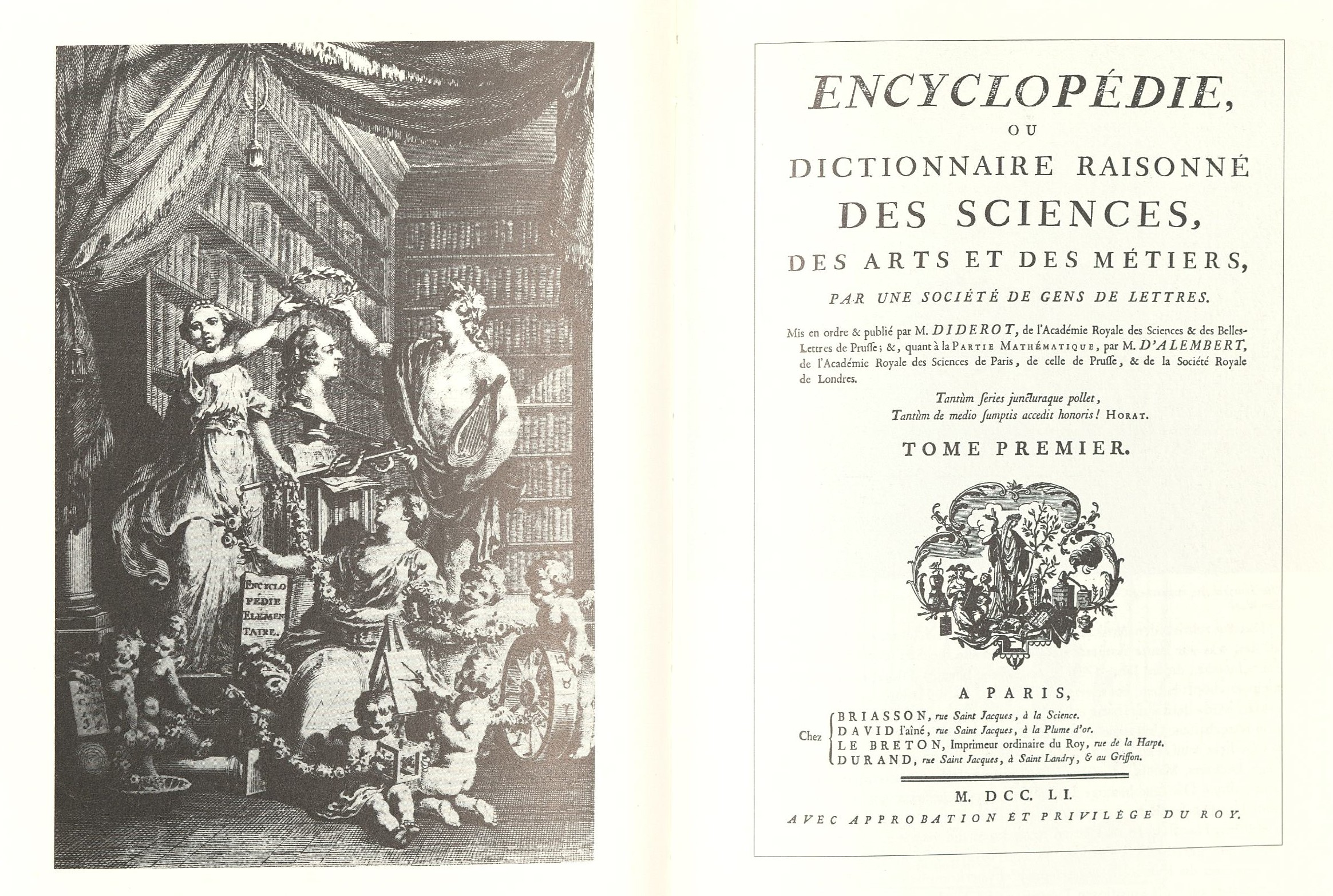
Frontispiz und Titel (1751)

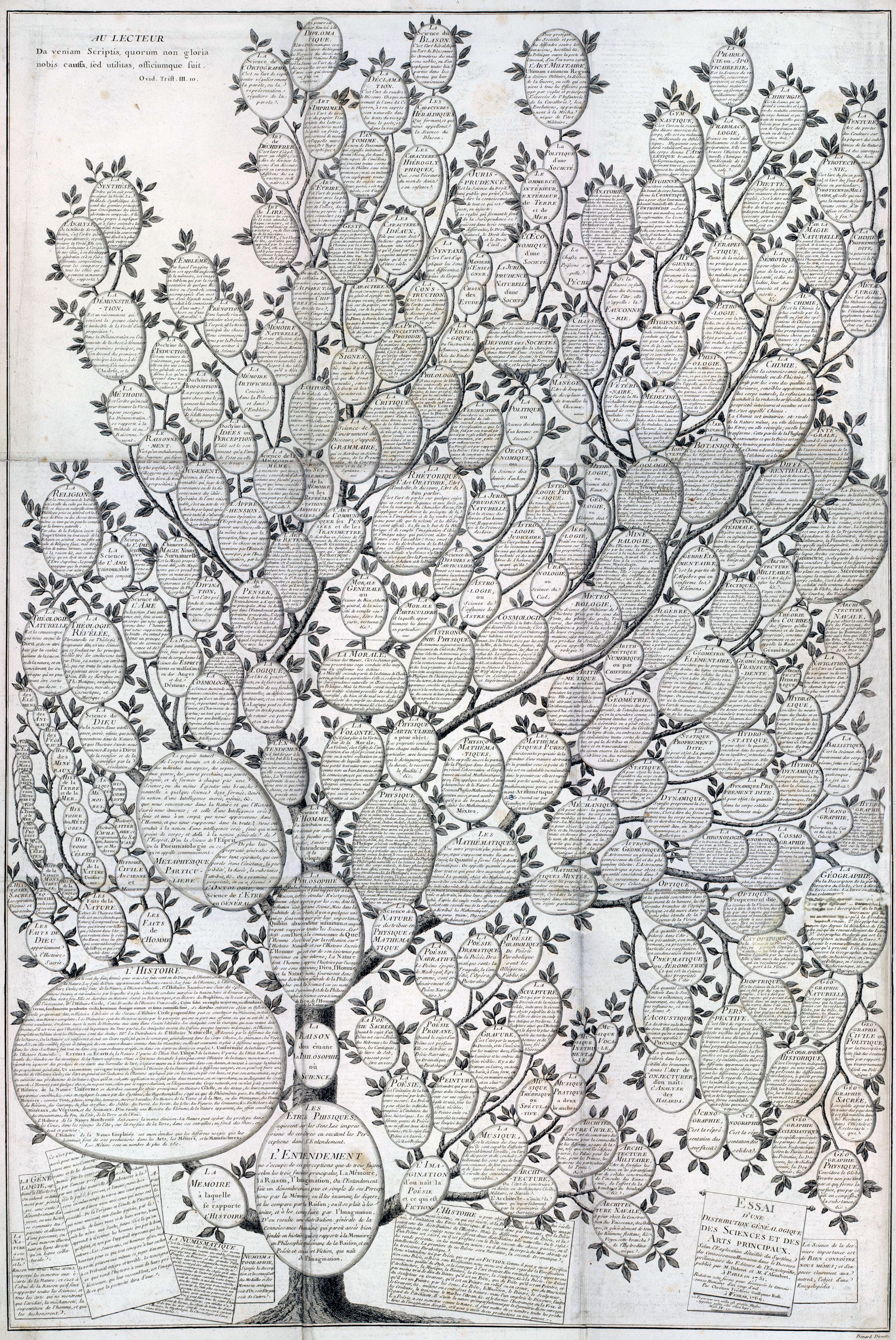
Schema des menschlichen Wissens: Baum des Wissens

Encyclopédie, ou Dictionnaire raisonné des sciences, des arts et des métiers („Enzyklopädie oder ein durchdachtes Wörterbuch der Wissenschaften, Künste und Handwerke“) ist eine französischsprachige Enzyklopädie. Sie entstand unter der Herausgeberschaft von Denis Diderot und Jean Baptiste le Rond d’Alembert und enthält Beiträge weiterer 142 Bearbeiter, der sogenannten Enzyklopädisten. Der erste Band erschien im Jahr 1751. 1780 wurde die Reihe mit dem 35. und letzten Band abgeschlossen.

## Zielsetzung

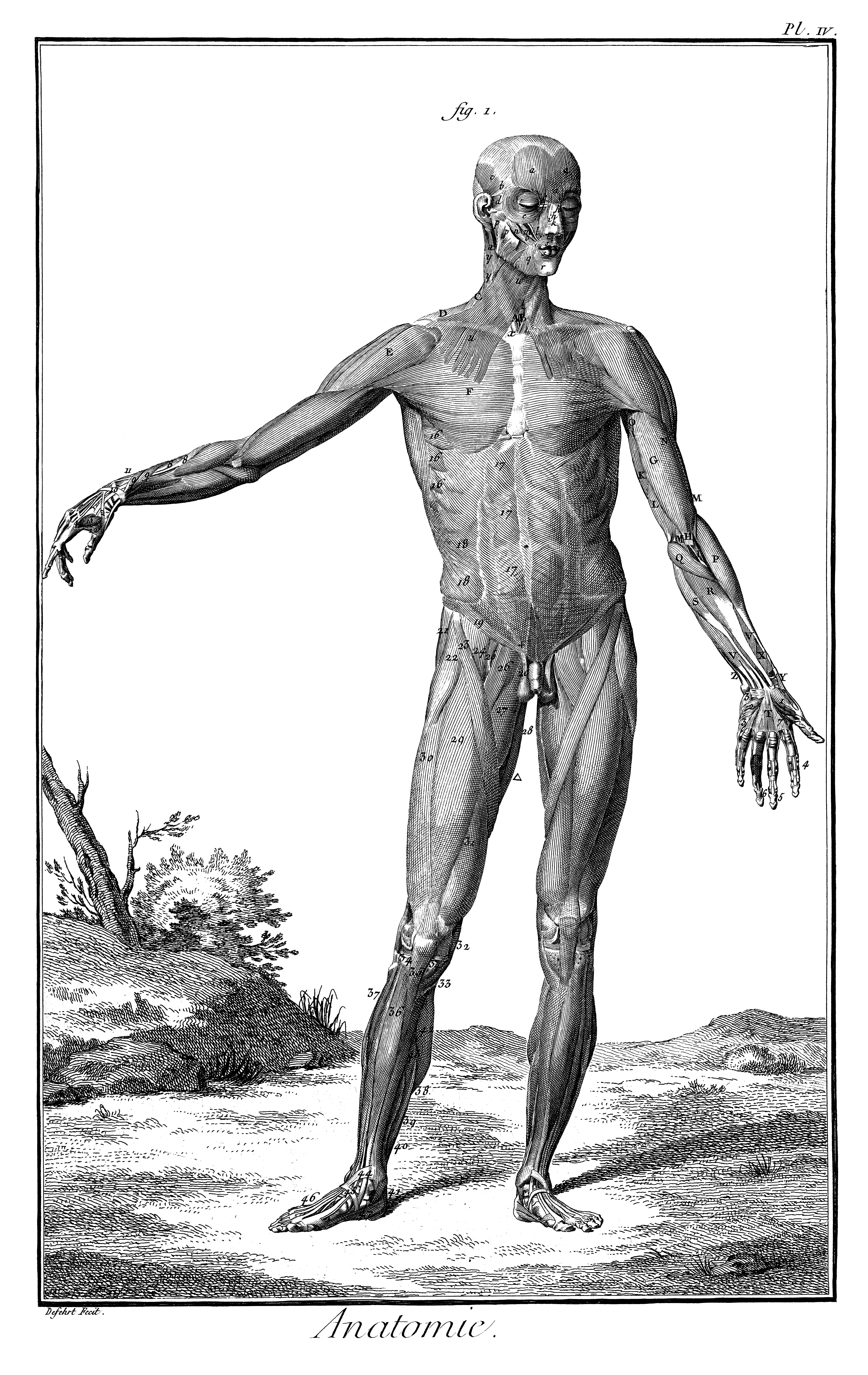
Anatomische Zeichnung zur Darstellung der Muskulatur

Die Grundidee dieser Enzyklopädie und ihrer Herausgeber war, das gesamte Wissen der Zeit zu sammeln und der Welt öffentlich zugängig zu machen. Dazu Diderot im Artikel Encyclopédie:

„Tatsächlich zielt eine Enzyklopädie darauf ab, die auf der Erdoberfläche verstreuten Kenntnisse zu sammeln, das allgemeine System dieser Kenntnisse den Menschen darzulegen, mit denen wir zusammenleben, und es den nach uns kommenden Menschen zu überliefern, damit die Arbeit der vergangenen Jahrhunderte nicht nutzlos für die kommenden Jahrhunderte gewesen sei; damit unsere Enkel nicht nur gebildeter, sondern zugleich tugendhafter und glücklicher werden, und damit wir nicht sterben, ohne uns um die Menschheit verdient gemacht zu haben.“

Bemerkenswert ist hierbei, dass Diderot es sich nicht nur zum Ziel gemacht hat, das Wissen des gebildeten Bürgertums zu sammeln, sondern das aller Menschen. So soll diese Enzyklopädie nicht nur die Kenntnisse eines kleinen Kreises zusammenfassen und bereitstellen, sondern auch das Wissen der einfachen Leute aufnehmen und darstellen. Und obwohl Diderot und d’Alembert selbst dem Bürgertum angehörten und wohl auch der deutliche Großteil der Leserschaft aus dem Bürgertum stammte, haben die Herausgeber sich darum bemüht, ihr Sammelwerk durch Artikel von Handwerkern zu bereichern. So soll zum Beispiel der Artikel zum Uhrenhandwerk (franz.: horlogerie) von einem einfachen Uhrmacher beigetragen worden sein.
Die Absichten der Herausgeber zielten jedoch über eine bloße Darstellung des Wissens hinaus. Schon der Titel umschreibt Encyclopédie als dictionnaire raisonné, also ein nach Maßgabe der Vernunft aufgebautes, kritisch durchdachtes Wörterbuch. Diderot beschrieb das Konzept bereits in seinem Prospectus von 1750:

« En réduisant sous la forme de dictionnaire tout ce qui concerne les sciences et les arts, il s’agissait encore de faire sentir les secours mutuels qu’ils se prêtent; d’user de ces secours, pour en rendre les principes plus sûrs […]; d’indiquer les liaisons éloignées ou prochaines des êtres […] de former un tableau général des efforts de l’esprit humain dans tous les genres et dans tous les siècles […] »

„Bei der lexikalischen Zusammenfassung alles dessen, was in die Bereiche der Wissenschaften, der Kunst und des Handwerks gehört, muss es darum gehen, deren gegenseitige Verflechtungen sichtbar zu machen und mithilfe dieser Querverbindungen die ihnen zugrunde liegenden Prinzipien genauer zu erfassen […] es geht darum, die entfernteren und näheren Beziehungen der Dinge aufzuzeigen, […] ein allgemeines Bild der Anstrengungen des menschlichen Geistes auf allen Gebieten und in allen Jahrhunderten zu entwerfen […]“

Seiner Freundin Sophie Volland schrieb Diderot 1762: „Dieses Werk wird sicher mit der Zeit eine Umwandlung der Geister mit sich bringen, und ich hoffe, dass die Tyrannen, die Unterdrücker, die Fanatiker und die Intoleranten dabei nicht gewinnen werden. Wir werden der Menschheit gedient haben […]“.
Das Werk ist die letzte bedeutende Enzyklopädie, die auf einem Baum des Wissens nach Art Francis Bacons aufbaut, aber bereits an bedeutsamen Stellen von diesem abweicht; sie leitet damit einen „erkenntnistheoretischen Richtungswechsel [ein], der die Topographie allen menschlichen Wissens verwandelte“ (Robert Darnton).
Die Herausgeber erhoben den Anspruch, die gesamten menschlichen Aktivitäten am Maßstab der Vernunft zu messen und hinterfragbar zu machen. Sie traten für Gleichberechtigung ein, d. h. niemand sollte über andere Menschen herrschen. Versteckt, aber deutlich war in der Encyclopédie Kritik an Staat und Kirche zu finden, ohne dass sich Diderot dem Vorwurf des „Unglaubens“ aussetzen musste. Die Buchhändler konnten stets auf die Ausgewogenheit des Werkes verweisen, während das gebildete Publikum zwischen den Zeilen zu lesen verstand.
Sowohl die Methoden Thomas von Aquins als auch René Descartes’ werden verworfen und einzig die empiristische Herangehensweise John Lockes („Erkenntnis durch Erfahrung“) und Isaac Newtons als maßgeblich angesehen. Auch der Slogan „Wissen ist Macht“ von Francis Bacon wurde immer mehr zum Leitbegriff.

## Aufbau

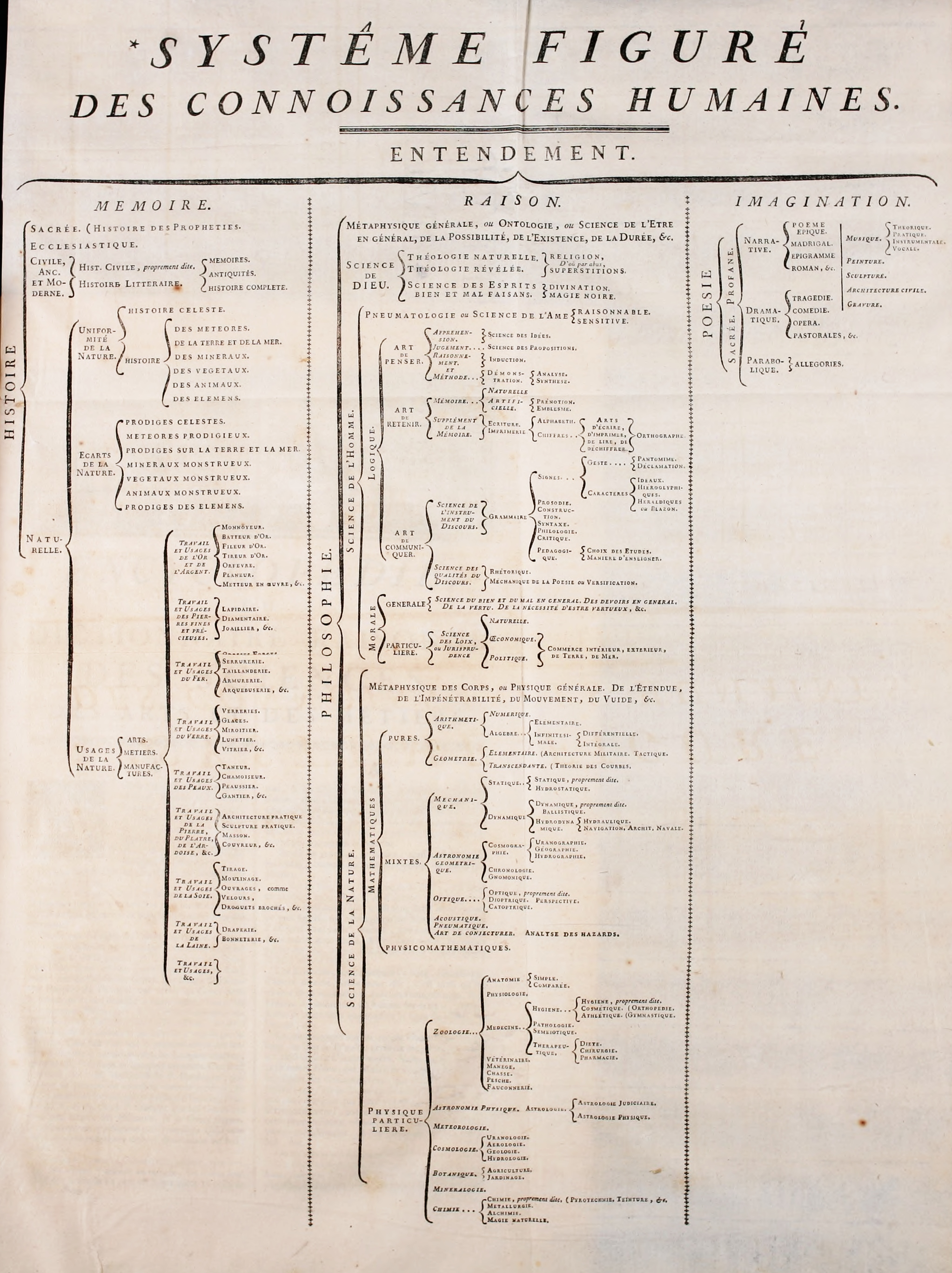
Schematische Darstellung der menschlichen Wissensgebiete am Beginn von Band 1. Gleiches Schema in deutscher Übersetzung

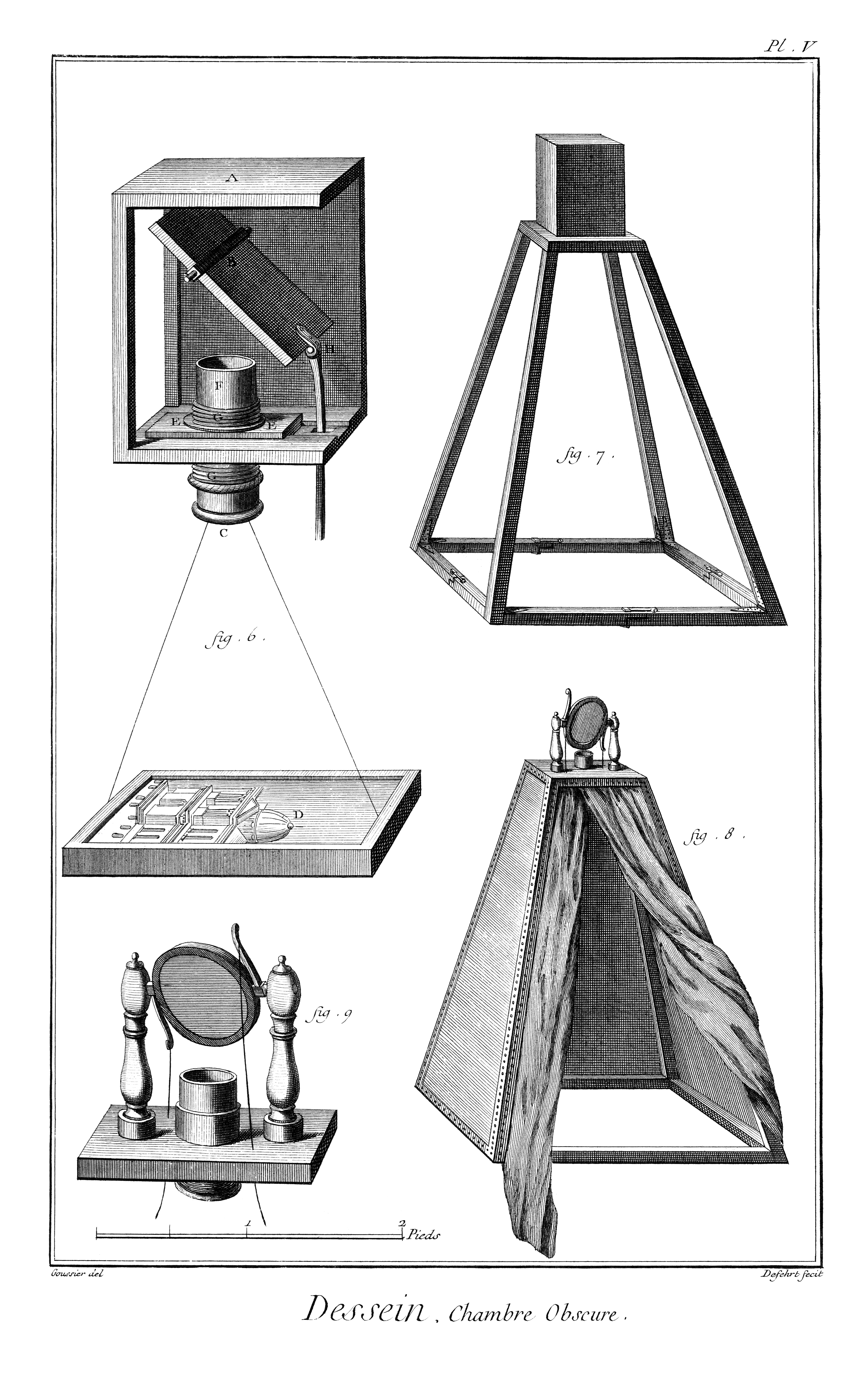
Zeichnerische Darstellung einer Camera obscura

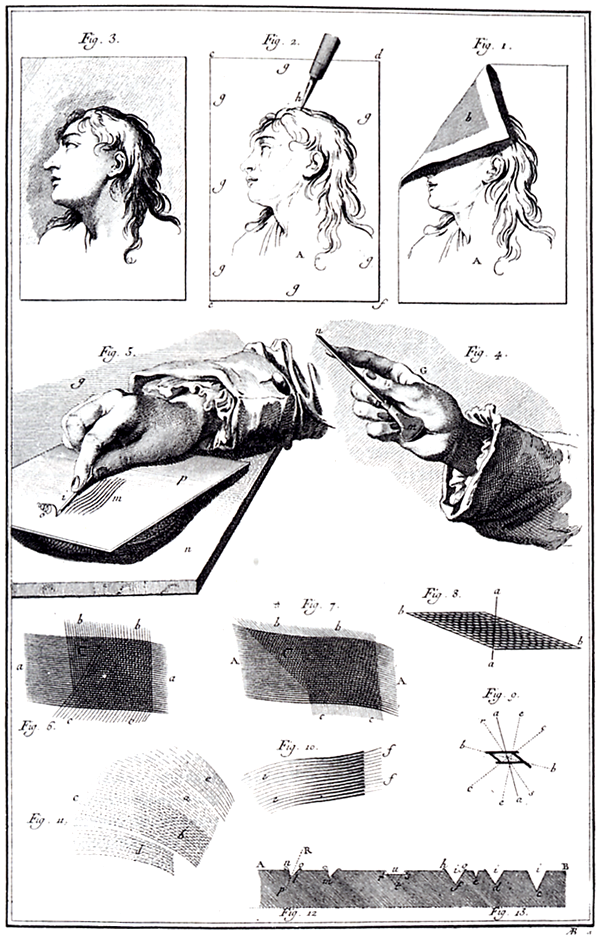
Herstellung eines Kupferstichs

Die 17 Textbände der Encyclopédie enthalten auf rund 18.000 Seiten 71.818 Artikel. Der Text umfasst 20.736.912 Wörter, davon 391.893 verschiedene. Diese Menge machte eine gut strukturierte Ordnung bzw. ein System erforderlich. Da die Encyclopédie darauf abzielte, alle Wissenschaftsbereiche zu erklären, wurden in jedem Band ein paar wenige, immer unterschiedliche Bereiche durchgenommen, wobei die Artikel untereinander alphabetisch geordnet waren.
Ein weiterer Schwerpunkt der Encyclopédie waren Abbildungen, die sehr exakt und detailgetreu gezeichnet wurden. Das waren zum Beispiel anatomische Schnitte durch Lebewesen, Monumente, damals bekannte Ruinen, Kunstwerke, Architektur oder Alltagsgegenstände.
Die elf zusätzlichen Bildtafel-Bände enthalten auf rund 7.000 Seiten 2.885 Kupferstiche und 2.575 Erläuterungen.

## Publikationsgeschichte

### Anfänge
Bereits 1695 bis 1697 erschien Pierre Bayles historisch-kritisches Lexikon Dictionnaire historique et critique, aus dem Denis Diderot den Artikel Skeptizismus in die Encyclopédie aufnahm. 1728 hatte Ephraim Chambers in England mit beachtlichem Erfolg die zweibändige Enzyklopädie Cyclopaedia herausgegeben.
Ab 1743 verfolgten der Engländer John Mills und der Deutsche Gottfried Sellius ein Projekt, das die Übersetzung der Cyclopaedia ins Französische und die Erweiterung auf ein fünfbändiges Werk zum Ziel hatte. Dafür arrangierten sie sich mit dem französischen Verleger André-François Le Breton, der das zwingend erforderliche königliche Privileg zum Druck eines derartigen Werkes zu besorgen hatte. Er erhielt dieses 1745 als sein persönliches (vererbbares) Eigentum, hinterging dabei also seine Partner.
Als die fünf Foliobände im Manuskript annähernd vorlagen, überwarf sich Mills mit seinem Verleger Breton. Um das Werk zu retten, gewann dieser den als Übersetzer und Mathematiker bekannten Abbé Jean Paul de Gua de Malves. Der schlug eine gründliche Neubearbeitung vor, scheint dann jedoch keine weitere Leistung erbracht zu haben. Daraufhin wandte sich Le Breton an Denis Diderot, der die Arbeit in Angriff nahm.
Le Bretons wirtschaftliche Kapazität wurde dem neuen Riesen-Projekt nicht gerecht und Diderots Kenntnisse genügten nicht, um die Bereiche Physik und Mathematik adäquat abzudecken. Der Verleger brauchte also Geldgeber, Diderot einen kompetenten Partner, den er in d’Alembert fand. Ab 1750 arbeitete unter Diderot eine Gruppe von Enzyklopädisten (139 weitere sind namentlich bekannt, darunter Louis de Jaucourt, Melchior Grimm, Jean-François Marmontel, Montesquieu, d’Holbach, Quesnay, Jean-Jacques Rousseau, Turgot und Voltaire). Die Unternehmung wurde nochmals verzögert, weil Diderot 1749 wegen seiner Publikation Lettre sur les aveugles eine mehrmonatige Haftstrafe abzusitzen hatte und erst auf Bitten der Verleger freikam.

### Probleme
Die Autoren der Encyclopédie nahmen allesamt in unterschiedlicher Weise eine kritische Haltung gegenüber der in Frankreich vorherrschenden Katholischen Kirche ein. Es gab unter ihnen undogmatische Christen, Deisten, Pantheisten, Agnostiker oder Autoren, die dem Atheismus zuneigten. D’Alembert z. B. vertrat eine naturalistische Position, wonach man Gott in der Natur finde. Deshalb kam die Encyclopédie 1759, wie viele andere Werke der Aufklärung, auf den Index Librorum Prohibitorum und auch staatlicherseits gab es Maßnahmen gegen einzelne Autoren und die Verbreitung des Werkes. Allerdings bekam die Encyclopédie auch Unterstützung aus Regierungskreisen, etwa durch Ludwigs Geliebte Madame de Pompadour, die als Protektorin auftrat, so dass die Veröffentlichung zunächst gestattet wurde.
Die Kräfte des ancien regime versuchten, das Unternehmen zu Fall zu bringen. Etwa 1752 verbündeten sich Jesuiten und Jansenisten, um über die Sorbonne und das Parlement de Paris, den obersten Gerichtshof, gegen die „Ungläubigen“ vorzugehen. Die Abwehr dieses Angriffs war ein Meisterstück, das unter Beteiligung der Pompadour, Voltaires und zweier Minister gelang, wohl auch, weil zwischenzeitlich Friedrich der Große d’Alembert nach Berlin eingeladen hatte, um die Encyclopédie dort erscheinen zu lassen. Nun warnten die Buchhändler vor den drohenden Verlusten und betonten die Vorteile, wenn das Werk in Frankreich erscheine. Minister Malesherbes, liberaler Vorsitzender der obersten Zensurbehörde und mit vielen Literaten persönlich befreundet, legte Gutachten vor, nach denen die Buchhändler nichts mehr zu befürchten hatten. Auch weitere Attacken gegen die Encyclopédie wurden mit Rückendeckung aus französischen Regierungskreisen abgewendet, obwohl das königliche Privileg zurückgezogen worden war, nachdem d’Alemberts Artikel Genève (Genf) im siebenten Band (1757) den dortigen kalvinistischen Klerus verärgert hatte.

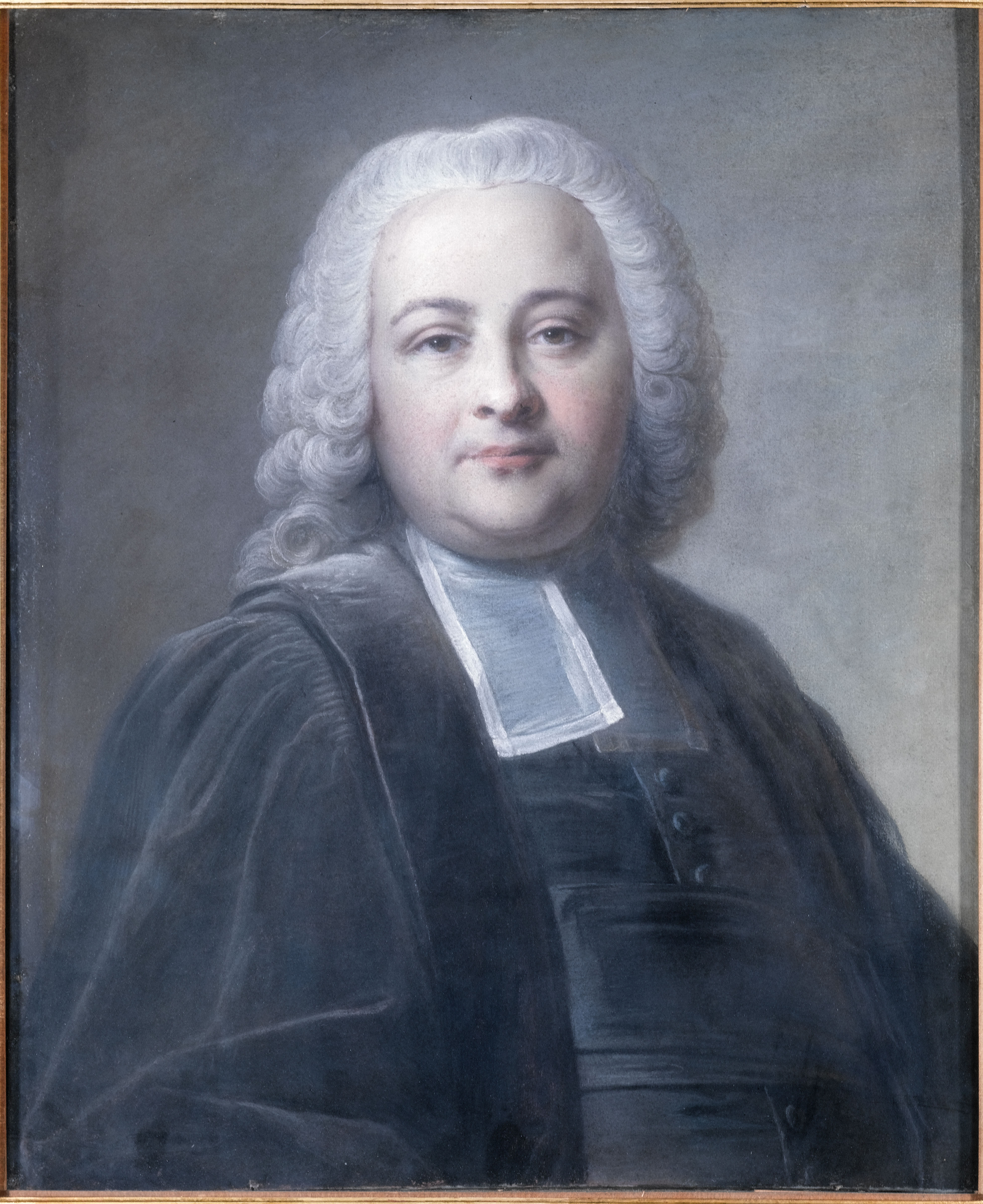
Chrétien-Guillaume de Lamoignon de Malesherbes (1721–1794), chef de la censure royale (Oberzensor). Ohne seine Schirmherrschaft wäre die Encyclopédie politisch nicht durchsetzbar gewesen.

Anschließend mussten die Textbände 8 bis 17 heimlich in Frankreich publiziert werden. Um dies zu verschleiern, wurde Neuchâtel in der Schweiz als Erscheinungsort angegeben. Um der Zensur zuvorzukommen, veränderte Le Breton ab dem 8. Band Texte – hinter dem Rücken Diderots, der das erst hinterher bemerkte und tobte: „Sie haben die Arbeit von zwanzig anständigen Menschen […] gemordet oder morden lassen“.
Die Encyclopédie befürwortete im Artikel Sodomie drakonische Strafmaßnahmen gegenüber Homosexuellen mit dem Zusatz, dass ebendies auch für Frauen und Minderjährige zu gelten habe.

#### Zensur 1752
Der erste Band der Encyclopédie erschien im Januar 1752, das gedruckte Datum vom Juni des Jahres 1751 im Titelblatt ist inkorrekt. Die erste durch staatliche Institutionen durchgeführte Repression erfuhr die Enzyklopädie im Jahre 1752. Anlass gab die theologische Dissertation von Jean-Martin de Prades, durchgesehen vom irischen Professor Reverend Luke Joseph Hooke, der am Ende Amt und Würden verlor. Am 18. November 1751 verteidigte er seine Arbeit an der Sorbonne. Doch bald darauf wurde seine Dissertation für den doctor theologiae einer zweifelhaften Dogmentreue – d. h. der Nähe zur Encyclopédie – verdächtigt, so dass die akademischen Verantwortlichen seine Arbeit einer genauen Prüfung unterwarfen.
In seiner Dissertation hatte de Prades eine Reihe von Thesen aufgestellt, die zu einer scharfen Auseinandersetzung mit Vertretern der theologischen Fakultät der Pariser Universität führten. Unter anderem hatte de Prades Zweifel an der zeitlichen Abfolge der Ereignisse im Pentateuch geäußert und die Heilwunder Jesu mit denen des griechischen Gottes der Heilkunst Asklepios verglichen. Ohne seine Vorbilder zu nennen, bediente sich de Prades über weite Strecken der von d’Alembert verfassten Vorrede zur Encyclopédie, des Discours préliminaire, sowie der Pensées philosophiques von Diderot. Mit Diderot stand de Prades auch in persönlichem Kontakt und hatte sich mehrmals mit ihm zu Gesprächen getroffen.
Am 15. Dezember stellte die mit dem Fall befasste Kommission der Pariser theologischen Fakultät fest, dass die in der Dissertation geäußerten Thesen zu verwerfen seien und die Schrift selbst unter die Zensurbestimmungen falle.
Für den zweiten, im Januar 1752 veröffentlichten Band der Encyclopédie schrieb de Prades einen rund fünfzehnseitigen Artikel unter dem Begriff Gewissheit, Certitude. Der Artikel de Prades’ wurde durch eine Einleitung und ein lobendes Schlusswort von Diderot eingerahmt. Vor dem Hintergrund der Auseinandersetzung um seine Dissertation äußerten sich die Theologen nun empört und beschuldigten de Prades der Häresie. Gegen de Prades erging ein Haftbefehl, er floh nach Holland und schließlich nach Berlin. Die beiden schon publizierten ersten Bände der Encyclopédie wurden am 7. Februar 1752 verboten, ebenso die noch ausstehenden Bände. Chrétien-Guillaume de Lamoignon de Malesherbes, Oberzensor der Censure royale, griff schützend ein.
Malesherbes lenkte die Krise dergestalt um, dass lediglich am 2. Februar 1752 mit einem Ratserlass (arrêts du Conseil) Textstellen in den ersten beiden Bänden identifiziert wurden, welche „auf die königliche Autorität zerstörerisch wirkten und den Geist der Unabhängigkeit und Revolte festigten und mit zweideutigen Begriffen die Grundlagen des Irrtums, der Sittenverderbnis, der Irreligion und des Unglaubens förderten“. Auswirkungen auf die Verbreitung der Encyclopédie hatte dies aber nicht, waren doch die ersten beiden Bände schon an die Käufer bzw. Subskribenten ausgeliefert worden. Auch wurde das Druckprivileg nicht zurückgenommen. Unterstützung erhielt Malesherbes in dieser Angelegenheit auch von Madame de Pompadour.

#### Zensur zwischen 1757 und 1759
Es war die Zeit des Siebenjährigen Krieges und der ökonomisch-politischen Instabilität des Königreichs Frankreich sowie der Furcht der Krone vor Verschwörung, Aufruhr und Infragestellung der königlichen Autorität, die etwa zu einem Erlass vom 16. April 1757 führte, in der jeder mit dem Tod bedroht wurde, der gegen Kirche und Staat schrieb oder druckte.
Öffentlichen Anlass bot der 5. Januar 1757. Der Stallgehilfe Robert François Damiens verübte auf Ludwig XV. einen Messerangriff. Auch als Folge ebendieses Attentates wurden die aufklärerischen Ideen in Generalverdacht genommen. Die Zensurbehörden kontrollierten mit erhöhter Aufmerksamkeit, Grundlage wurde durch den Erlass vom April gegeben. Unter den zugespitzten Zensurbedingungen und ohne offizielle Druckerlaubnis konnte nur unter Duldung der Obersten Zensurbehörde im Oktober des Jahres 1753 der dritte Band erscheinen. Die weiteren Bände bis Band sieben erschienen dann, in regelmäßigen jährlichen Abständen, bis zum Jahre 1757. Diderot avisierte das Erscheinen des achten Bandes für das Jahr 1758, es sollten aber insgesamt acht Jahre bis zur eigentlichen Publikation vergehen. Am 8. März 1759 wurde die Encyclopédie auf den Index gesetzt und am selben Tag wurde auch die königliche Druckerlaubnis widerrufen. Ende April drohte ein erneuter Haftbefehl gegen Denis Diderot, wieder griff Chrétien-Guillaume de Lamoignon de Malesherbes als Oberzensor der Censure royale helfend ein.

### Wechsel der Herausgeberschaft
Der Mitherausgeber d’Alembert zog sich 1759 aus dem Projekt zurück. An seine Stelle trat 1760 Louis de Jaucourt.
Für die Tafelbände konnte mit Unterstützung durch Malesherbes ein neues Privileg erwirkt werden, so dass sie offen in Paris erscheinen konnten.

### Veröffentlichungsdaten
Die 1751 begonnene Veröffentlichung wurde zunächst 1772 mit dem 28. Band abgeschlossen.
| Frontispiz | 17 Textbände | 11 Tafelbände |
| ---------- | --- | --- |
|            | 1. A – Azymites: Juni 1751 2. B – Cézimbra: Januar 1752 (datiert 1751) 3. Cha – Consécration: Oktober 1753 4. Conseil – Dizier, Saint: Oktober 1754 5. Do – Esymnete: November 1755 6. Et – Fne: Oktober 1756 7. Foang – Gythium: November 1757 8. H – Itzehoa: Dezember 1765 9. Ju – Mamira: Dezember 1765 10. Mammelle – Myva: Dezember 1765 11. N – Parkinsone: Dezember 1765 12. Parlement – Potytric: Dezember 1765 13. Pomacies – Reggio: Dezember 1765 14. Reggio – Semyda: Dezember 1765 15. Sen – Tchupriki: Dezember 1765 16. Teanum – Vénerie: Dezember 1765 17. Vénérien – Zzuéné und Nachträge: Dezember 1765 | 1. Erster Tafelband (erster Band): 1762 2. Zweiter Tafelband, erster Teil (zweiter Band): 1763 3. Zweiter Tafelband, zweiter Teil (dritter Band): 1763 4. Dritter Tafelband (vierter Band): 1765 5. Vierter Tafelband (fünfter Band): 1767 6. Fünfter Tafelband (sechster Band): 1768 7. Sechster Tafelband (siebter Band): 1769 8. Siebter Tafelband (achter Band): 1771 9. Achter Tafelband (neunter Band): 1771 10. Neunter Tafelband (zehnter Band): 1772 11. Zehnter Tafelband (elfter Band): 1772 |

### Verlegerische Erfolge
Die Encyclopédie war ein enormer finanzieller Erfolg. Zusammen mit sechs Nachdrucken in der Schweiz und in Italien wurden bis 1789 [?] rund 25.000 Exemplare abgesetzt. Die Encyclopédie hatte bis zu 4.000 Subskribenten. (Eine Enzyklopädie galt bereits als erfolgreich, wenn etwa 2.000 Exemplare verkauft wurden; etwa 1.500 Subskribenten reichten beispielsweise zur Finanzierung des „Zedler“.)

### Ergänzungsbände
Der Verleger Charles-Joseph Panckoucke, ab 1770 Inhaber der Rechte an der Encyclopédie, produzierte insgesamt sieben Suppléments (Ergänzungen): 1776 zwei Textbände, 1777 zwei weitere Textbände und einen Bildtafel-Band und 1780 ein von Pastor Pierre Mouchon ausgearbeitetes zweibändiges Register (Table analytique et raisonnée de l’Encyclopédie ou Dictionnaire raisonné des sciences, des arts et des métiers). Herausgeber der Suppléments war Jean-Baptiste Robinet.

## Folgewerke
Das Journal encyclopédique von Pierre Rousseau erschien von 1756 bis 1793. Die Encyclopédie d’Yverdon, 58 Bände, von Fortunato Bartolomeo de Felice herausgegeben, erschien 1770 bis 1780.
Mit der Encyclopédie méthodique nahm Panckoucke eine Neubearbeitung der Encyclopédie vor, indem er Fachlexika (dictionnaires) zu anfangs 27, zuletzt mehr als 50
Sachgebieten auflegte – eine Struktur, wie sie auch der Struktur der neuzeitlichen Universität, bestehend aus selbständigen Fakultäten und Instituten, entsprach. Die ersten Bände erschienen 1782, und als Panckouckes Schwiegersohn Henri Agasse 1794 den Betrieb kaufte, waren es mehr als 100 Bände. Als Agasse 1813 starb, führte seine Witwe das Unternehmen weiter. 1832 erschien der letzte Band. Nun 206 Bände mit eigenem Titelblatt umfassten 125.350 Textseiten und rund 6.300 Tafeln. Das Werk brachte dem Verleger Ruhm, aber kaum finanziellen Gewinn: im Gefolge der Revolution war die Zahl der Subskribenten drastisch gesunken.

## Übersetzungen ins Deutsche
Einleitung
- Jean-Baptiste le Rond d’Alembert: Einleitung in die französische Enzyklopädie von 1751 (= Philosophische Bibliothek. Band 140, a–b, ZDB-ID 536403-6). 2 Bände. Herausgegeben und erläutert von Eugen Hirschberg. Meiner, Leipzig 1912.
- Jean-Baptiste le Rond d’Alembert: Einleitung zur Enzyklopädie von 1751 (= Philosophische Bibliothek. Band 242). Herausgegeben und eingeleitet von Erich Köhler. Aus dem Französischen von Annemarie Heins. Meiner, Hamburg 1955 (2., durchgesehene Auflage. ebenda 1975, ISBN 3-7873-0336-7).
  - (= Fischer-Taschenbücher. Philosophie 6580). Ungekürzte Ausgabe. Herausgegeben und mit einem Essay von Günther Mensching. Fischer-Taschenbuch-Verlag, Frankfurt am Main 1989, ISBN 3-596-26580-0.
  - (= Philosophische Bibliothek. Band 473). Durchgesehen und mit einer Einleitung herausgegeben von Günter Mensching. Meiner, Hamburg 1997, ISBN 3-7873-1188-2.
- Jean-Baptiste le Rond d’Alembert: Einleitende Abhandlung zur Enzyklopädie (1751). Im Auftrag und unter Mitwirkung der Arbeitsgruppe Philosophiehistorische Texte an der Deutschen Akademie der Wissenschaften zu Berlin neu übersetzt. Mit Einleitung und Anmerkungen versehen von Georg Klaus. Akademie-Verlag, Berlin 1958.

Auswahl
- Jean Le Rond d’Alembert: Enzyklopädie. Eine Auswahl (= Fischer-Taschenbücher. Philosophie 6584). Herausgegeben und eingeleitet von Günter Berger. Mit einem Essay von Roland Barthes. Aus dem Französischen von Günter Berger. Fischer-Taschenbuch-Verlag, Frankfurt am Main 1989, ISBN 3-596-26584-3.
  - Überarbeitete Neuausgabe: Denis Diderot – Jean-Baptiste le Rond d’Alembert: Enzyklopädie. Eine Auswahl (= Fischer Klassik 90521). Herausgegeben und eingeleitet von Günter Berger. Aus dem Französischen von Günter Berger, Theodor Lücke und Imke Schmidt. S. Fischer Verlag, Frankfurt am Main 2013, ISBN 978-3-596-90521-8.
- Denis Diderot: Die Encyclopédie des Denis Diderot. Eine Auswahl (= Die bibliophilen Taschenbücher. Band 389). Herausgegeben und mit einem Nachwort von Karl-Heinz Manegold. Harenberg, Dortmund 1983, ISBN 3-88379-389-2.
- Denis Diderot: Enzyklopädie. Philosophische und politische Texte aus der „Encyclopédie“ sowie Prospekt und Ankündigung der letzten Bände (= dtv 4026 Wissenschaftliche Reihe). Mit einem Vorwort von Ralph-Rainer Wuthenow. Deutscher Taschenbuch-Verlag, München 1969 (Auszug aus der Ausgabe 1961).
- Denis Diderot: Philosophische Schriften. Band 1. Aus dem Französischen übersetzt von Theodor Lücke. Aufbau-Verlag, Berlin 1961.
  - Philosophische und politische Texte aus der „encyclopédie“. Eine Auswahl aus den „Philosophischen Schriften“. Sowie Prospekt und Ankündigung der letzten Bände. Mit einem Vorwort von Ralph Rainer Wathenow hrsg. und aus dem Französischen übersetzt von Theodor Lücke (1961). München 1969.
- Johann Heinrich Gottlob von Justi u. a. (Übersetzer): Schauplatz der Künste und Handwerke oder vollständige Beschreibung derselben. Verfertiget oder gebilliget von denen Herren der Academie der Wissenschaften zu Paris. In das Deutsche übersetzt und mit Anmerkungen versehen … 21 Bände. Rüdiger u. a., Berlin u. a. 1762–1805.
- Anette Selg, Rainer Wieland (Hrsg.): Die Welt der Encyclopédie. Eichborn, Frankfurt am Main 2001, ISBN 3-8218-4711-5.
- Manfred Naumann (Hrsg.): Diderots Enzyklopädie. Eine Auswahl. Reclam Verlag, Leipzig 2001, ISBN 3-379-01740-X.
- Artikel von „Amerika bis Zölibat“, d’Alemberts (1751) u. Diderot (1765) einleitende Beiträge, Briefe Diderots u. Voltaires betr. der Entstehung der Encyclopédie (1758–1764), in: Werner Raupp (Hrsg.): Denis Diderot – „Weiß man je, wohin man geht?“ Ein Lesebuch. Diderot Verlag, Rottenburg am Neckar 20092 2008, ISBN 978-3-936088-95-3, S. 97–130.

## Bildbände
- Jürgen Dahl (Hrsg.): Jugend der Maschinen. Bilder aus der Enzyklopädie von Diderot und d’Alembert (1751 bis 1772). Verlag Langewiesche-Brandt, Ebenhausen 1961.
- Diderots Enzyklopädie. Die Bildtafeln 1762 bis 1777. Vier Bände und Registerband im Format Klein-Oktav (16,5 cm) statt Folio (39 cm). Südwest Verlag, München 1977, ISBN 3-517-00672-6.
- Roland Barthes, Robert Mauzi, Jean-Pierre Seguin: L’univers de l’Encyclopédie. Verlag Les Libraires Associés, Paris 1964.
- A Diderot Pictorial Encyclopedia of Trades and Industry, Vol. 1. Dover Publishers, 1959, ISBN 978-0-486-22284-4.
- A Diderot Pictorial Encyclopedia of Trades and Industry, Vol. 2. Dover Publishers, 1993, ISBN 978-0-486-27429-4.
- Diderot & D’Alembert: Encyclopédie ou Dictionnaure Raisonné des Sciences. Paris 1751–1772: Anatomie – Chirurgie. Faksimilé-Druck nach dem Originalen von 1751–1772, Antiqua-Verlag, Lindau i. B. 1978, ISBN 3-88210-002-8.

## Ausstellungen
- Die Mutter von Wikipedia: Die Encyclopédie von Diderot und d’Alembert (21. Mai 2023 – 5. November 2023 im Grafik-Kabinett des Richard Wagner-Museums)[13]